# Geolycosa hyltonscottae
Geolycosa hyltonscottae är en spindelart som först beskrevs av Cândido Firmino de Mello-Leitão 1941. 
Geolycosa hyltonscottae ingår i släktet Geolycosa och familjen vargspindlar. Inga underarter finns listade i Catalogue of Life.